# Maškary
Maškary – trzeci album studyjny Karela Kryla, wydany po raz pierwszy w RFN w 1970 przez wytwórnię Caston, potem wielokrotnie wznawiany. Pierwsza edycja miała nakład tysiąca egzemplarzy, z czego 300 przeznaczone było na rynek czechosłowacki.

## Lista utworów
Z oryginalnego wydania wytwórni Caston na winylu, nr katalogowy 1416:
Strona A:
| 1. | „Maškary”        | 2:25  |
|    |                  |       |
| 2. | „”Lásko!”        | 3:35  |
|    |                  |       |
| 3. | „Srdce a kříž”   | 3:24  |
|    |                  |       |
| 4. | „Pušky a děla”   | 1:52  |
|    |                  |       |
| 5. | „Ruka je most”   | 2:10  |
|    |                  |       |
| 6. | „Pitomý chanson” | 2:40  |
|    |                  |       |
|    |                  | 16:06 |
|    |                  |       |
Strona B:
| 1. | „Vánoční”            | 2:32  |
|    |                      |       |
| 2. | „Dědicům palachovým” | 2:53  |
|    |                      |       |
| 3. | „Dachau blues”       | 4:40  |
|    |                      |       |
| 4. | „Pták Noh”           | 3:37  |
|    |                      |       |
| 5. | „Bludný Holanďan”    | 3:00  |
|    |                      |       |
|    |                      | 16:42 |
|    |                      |       |

## Reedycje
- 1980 (Szwecja) – Maškary (LP, Album), wytwórnia Šafrán 78, nr katalogowy SAF 7811[1]
- 1991 (Czechosłowacja) – Maškary (CD, Album), wytwórnia Bonton, nr katalogowy 71 0048-2 311[1]
- 1991 (Czechosłowacja) – Maškary (kaseta magnetofonowa, Album, RE), wytwórnia Bonton, nr katalogowy 71 0048-4 311[1]
- 1991 (Czechosłowacja) – Maškary (LP, Album, RE), wytwórnia Bonton, nr katalogowy 71 0048-1 311[1]
- 2004 (Czechy) – Maškary (CD, Album, RE), wytwórnia Columbia, nr katalogowy 515180 2, COL 515180 2[1]